# Cantonul Saint-Julien
Cantonul Saint-Julien este un canton din arondismentul Lons-le-Saunier, departamentul Jura, regiunea Franche-Comté, Franța.

## Comune
- Andelot-Morval
- La Balme-d'Épy
- Bourcia
- Broissia
- Dessia
- Florentia
- Gigny
- Lains
- Louvenne
- Monnetay
- Montagna-le-Templier
- Montfleur
- Montrevel
- Saint-Julien (reședință)
- Villechantria
- Villeneuve-lès-Charnod